# 피타 타우파토푸아
피타 니콜라스 타우파토푸아(통가어: Pita Nikolas Taufatofua, 1983년 11월 5일~)는 통가의 태권도, 크로스컨트리 스키 선수이다.
타우파토푸아는 오스트레일리아에서 출생으로, 이후 통가에서 자랐다. 태권도는 5세부터 시작하였다.
2016년 하계 올림픽에서 참여, 전통 의상인 타오발라 차림으로 통가의 기수로 나섰으며, 태권도 경기에서는 +80 kg급 1라운드에서 16:1로 져 탈락하였다.
2018년 동계 올림픽에서는 크로스컨트리 스키 선수로 참여, 루지 선수 브루노 바나니에 이어 통가 역사상 두 번째로 동계 올림픽에 참여하였다. 하계 올림픽과 마찬가지로 전통 의상을 입고 기수로 나섰다. 2018 동계올림픽 참가로, 동하계 올림픽 모두에 참가한 선수가 되었다. 경기에서는 크로스컨트리 15km 119명의 선수 중 114등을 기록하였다.
2021년 8월, 2020년 하계 올림픽에도 참여 마찬가지로 전통복장으로 기수로 나섰고, 이번에는 태권도의 말리아 파세카 선수와 함께 기수로 입장하였다. 2020년 하계 올림픽 카누 중 카약 종목에 출전키 위에 준비 훈련을 하였으나, 출전 자격을 얻지는 못했다. 태권도 +80kg 급에 출전해 1라운드에서 24:3으로 패해 탈락하였다. 패자전에서는 22:1로 졌다.

## 과정
타우파토푸아는 1983년 11월 5일 오스트레일리아에서 태어났다. 하지만 통가에서 자랐다. 타우파토푸아는 통가 사이드 스쿨과 통가 고등학교를 다녔으며, 2000년에 브리즈번 소재의 세인트 피터스 루서런 칼리지를 졸업하였다. 아버지는 통가인이며 어머니는 오스트레일리아 및 영국인이다. 타우파토푸아는 태권도를 5세부터 시작하였다.

## 스포츠 경력

### 태권도 경력
일설에 따르면 타우파토푸아는 태권도 경력동안 "6개의 뼈가 부러지고, 3개의 인대가 찢어지며, 휠체어 생활 3개월, 1년 반의 목발 생활과 수백 시간의 물리 치료"를 겪었다.
그는 파푸아뉴기니 포트모르즈비에서 2월에 열린 2016년 오세아니아 태권도 올림픽 대표 선발전 준결승에서 4 대 3으로 승리하였으며, 마지막 결승에서는 2016년 올림픽 출전을 위해 세계 랭킹 15위 선수와 겨루었다. 그는 이전에도 두 차례에 걸쳐 올림픽 출전 자격에 도전하였다. 그는 통가에서 최초로 올림픽 태권도 국가대표로 참가한 선수이다.

### 2016년 하계 올림픽
타우파토푸아는 브라질 리우데자네이루에서 2016년 8월 5일 열린 올림픽 개막식의 선수단 입장 행진에서 통가의 기수로 나섰다. 그는 타오발라(허리를 감싸는 돗자리 형태의 통가 전통 의상)만 입은 채 맨몸으로 행진하였다. 처음에는 유난히 반짝거리는 모습에 땀을 많이 흘렸다고 생각하는 사람들도 있었으나, 상체에 많은 양의 기름을 바른 것으로 알려졌다.
기름칠한 상체를 드러낸 타우파토푸아의 모습은 소셜 미디어에서 빠른 속도로 퍼져나가며 화제가 되었고, 명성을 얻게 되었다. 태권도 경기에서 타우파토푸아는 이란의 사자드 마르다니와 붙어 16 대 1로 패배하며 첫 경기에서 탈락하였다. 타우파토푸아는 폐막식의 음악 공연이 끝난 뒤에 개막식의 선수단 입장 행진 때 입었던 것과 같은 의상을 입고 재등장하였다.

### 크로스컨트리 스키 경력
2016년 12월, 타우파토푸아는 크로스컨트리 스키를 훈련하여 출전하겠다는 계획을 발표하는 동영상을 올렸다. 2018년 1월, 월스트리트 저널은 그가 평창에서 열리는 2018년 동계 올림픽 참가하고자 롤러 스키 경기를 통해 출전 자격 요건을 거의 완수하였으며, 눈 위에서의 최종 예선만을 남겨두고 있다고 보도하였다. 타우파토푸아는 마지막 출전권을 얻기 위한 소망을 담아 가능한 한 많은 경주에 참가하고자 장거리에 걸쳐 유럽을 여행한 기록을 1월 내내 인스타그램에 올렸다. 타우파토푸아는 일곱 번의 설상 경주에서 더딘 완주를 마친 뒤 아이슬란드의 이사피외르뒤르에서 마지막 기회를 얻고자 눈보라 속에서 분투하였고, 아이슬란드 대회동안 출전권을 얻을 수 있는 마지막 날인 1월 20일, 2018년 동계 올림픽 출전 자격을 따냈다. 그는 2014년 루지 선수 브루노 바나니에 이어 두 번째로 동계 올림픽에 참가하는 통가인이 되었다.

### 2018년 동계 올림픽
타우파토푸아는 2018년 동계 올림픽에서 통가의 유일한 국가대표로서 다시 한 번 선수단 입장 행진의 기수로 나섰다. 영하의 기온으로 인한 추위와 상의를 탈의하고 행진하지 않을 것이라는 언론의 보도에도 불구하고, 그는 또 다시 허리에 두른 타오발라를 제외하고는 아무것도 입진 않은 채 기름을 바른 상체를 드러내며 등장하였다.

## 개인사
타우파토푸아는 오스트레일라의 브리즈번에 거주하며, 하루에 여섯 시간을 훈련한다. 그는 집없는 아이들의 독립 생활 기술 발달을 훈련시키는 샌드게이트 하우스에서 일한다.
공학 학사 학위를 가지고 있으며, 석사 학위 과정을 밟고 있다. 또한 18살 때부터 모델로도 활동하였다.